# William Henry Young
William Henry Young (n. 20 octombrie 1863, la Londra - d. 7 iulie 1942, la Lausanne) 
a fost un matematician englez.
Printre domeniile în care și-a adus contribuții, putem enumera: teoria măsurii, seriile Fourier, calculul diferențial și funcțiile cu mai multe variabile complexe.
În analiza matematică, două tipuri de inegalități îi poartă numele: inegalitatea lui Young și inegalitatea Hausdorff-Young.
A colaborat cu soția sa, matematiciana Grace Chisholm Young.
Fiica acestora, Laurence Chisholm Young, urmează drumul părinților, fiind la rândul acesteia o cunoscută matematiciană.